# Washington Park (Caroline du Nord)
Washington Park est une ville américaine située dans le comté de Beaufort dans l'État de Caroline du Nord. En 2010, sa population était de 451 habitants.

## Source de la traduction
- (en) Cet article est partiellement ou en totalité issu de l’article de Wikipédia en anglais intitulé « Washington Park, North Carolina » (voir la liste des auteurs).